# トーベ・ニルセン
トーベ・ニルセン（Tove Nilsen、1952年10月25日 - ）は、ノルウェーの小説家、児童文学作家、文芸評論家。

## 略歴
ニルセンは、1974年に小説『Aldri la dem kle deg forsvarsløst naken』で文学デビューを果たした。ベッドタウンを舞台にした彼女の青春小説『Skyskraperengler』（1982年）はベストセラーとなった。
彼女は、1993年にリクスモール協会文学賞を受賞した。彼女の小説『Øyets sult』（1993年）は、北欧理事会文学賞にノミネートされた。